# Ka Lae

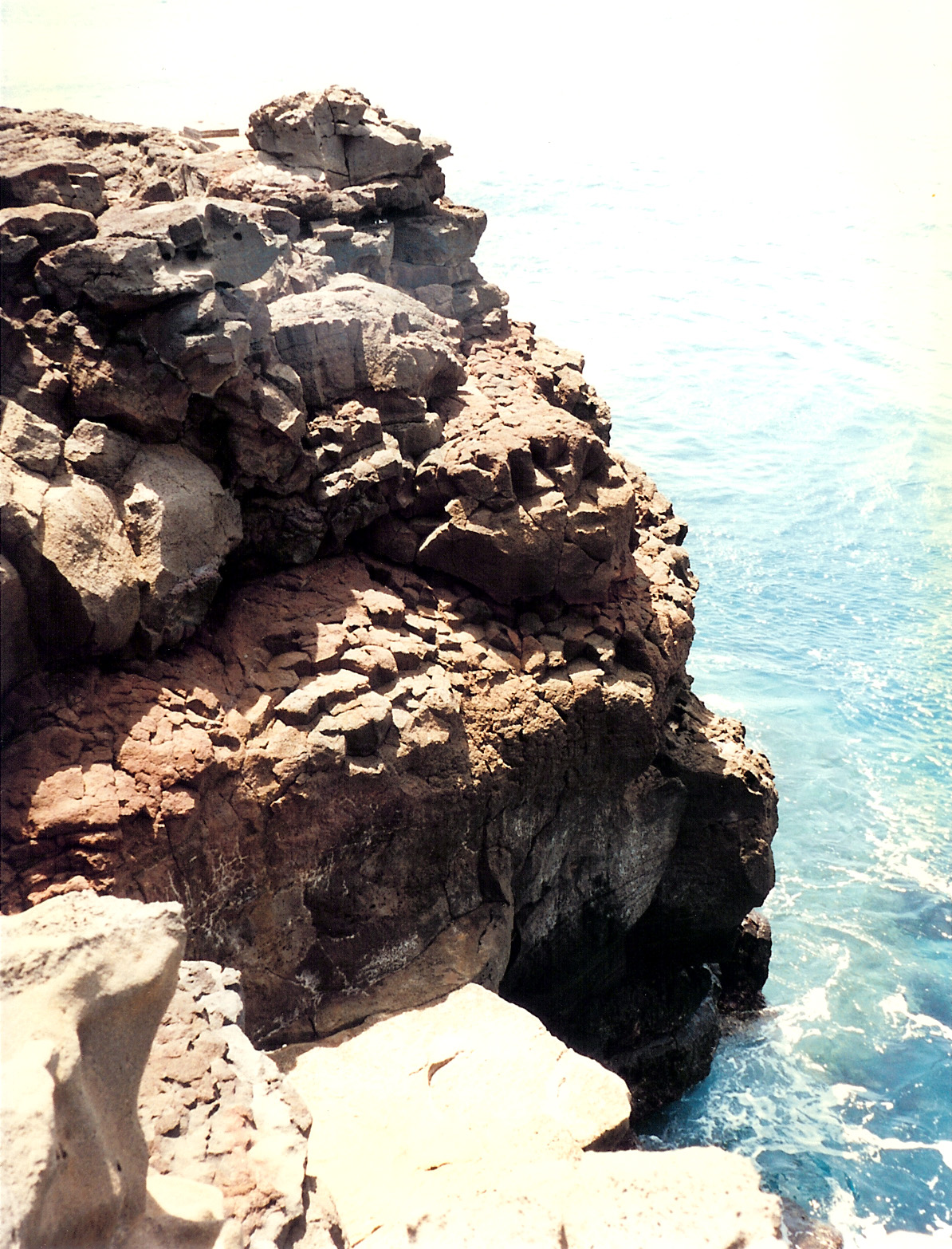

Ka Lae, também conhecido como ponto Sul, é o ponto mais meridional não só da ilha principal do Havaí como também de todos os outros 50 estados dos Estados Unidos. A região do Ka Lae é registrado como um distrito de Patrimônio Histórico Nacional com o nome de South Point Complex. A área também é conhecida por seus fortes ventos e correntes oceânicas, abrigando um parque eólico.